# Abderrazak Belgherbi
Abderrazak Belgherbi (عبد الرزاق بلغربي en arabe), né le 29 octobre 1961 à Chlef en Algérie, est un footballeur international algérien.
Il compte 25 sélections en équipe nationale entre 1986 et 1989.saison 1991/1992 Club sportif Sfaxien.

## Biographie
Joueur de l'ASO Chlef, il est international algérien à vingt reprises (1986-1989). Il participe à la CAN 1988, et inscrit un but contre son camp pour le Nigeria. L'Algérie termine troisième du tournoi.

## Palmarès
- Troisième de la Coupe d'Afrique des nations 1988 avec l'équipe d'Algérie.

- Vainqueur de la Coupe de l'independance d'Indonésie - Jakarta 1986